# Liste des maires d'Épernay
Cette page présente la liste des maires de la ville d'Épernay depuis 1698.

## La liste
| Période                                  | Période                    | Identité                                            | Étiquette                      | Qualité |
| ---------------------------------------- | -------------------------- | --------------------------------------------------- | ------------------------------ | --- |
| Les données manquantes sont à compléter. |                            |                                                     |                                | |
| 1698                                     |                            | Nacquart                                            |                                | |
| Les données manquantes sont à compléter. |                            |                                                     |                                | |
| 1766                                     |                            | Chertemps                                           |                                | |
| 25 octobre 1765                          |                            | Jean-Baptiste Parchappe                             |                                | Nommé par le roi |
| 1767                                     |                            | De Reimz                                            |                                | |
| 16 juillet 1778                          | 1781                       | Jean-Baptiste Parchappe                             |                                | |
| 8 décembre 1781                          | 1785                       | Gillet                                              |                                | |
| 13 janvier 1785                          | 1788                       | Pierrot                                             |                                | |
| 20 janvier 1788                          | 1791                       | Quatresous de Parctelaine                           |                                | |
| 1791                                     | 1793                       | Jean-Baptiste Parchappe                             |                                | |
| 1793                                     | 1794                       | Lochet du Chaînet                                   |                                | |
| 1794                                     | 1795                       | Dujardin                                            |                                | |
| 30 mars 1795                             | 1802                       | Lochet du Chaînet                                   |                                | |
| 22 août 1802                             | 1815                       | Jean-Rémy Moët-Romont                               |                                | |
| 30 juillet 1815                          | 1826                       | Pierre-Romain Perrier-Fissier                       |                                | |
| 1er janvier 1826                         | décembre 1831              | Jean-Rémy Moët-Romont                               |                                | |
| 1831                                     | 1841                       | Louis-Isidore Godart Roger                          |                                | Conseiller d'arrondissement Nommé par ordonnance royale |
| 14 septembre 1841                        | 22 mars 1848               | Jean Louis Chanoine (1787-1872), dit Chanoine jeune |                                | Conseiller municipal depuis 1810 Nommé par ordonnance royale du 14 septembre 1841 |
| juin 1848                                | septembre 1848             | Victor Moët de Romont                               |                                | |
| 1848                                     | 1850                       | Auguste Oudet                                       |                                | |
| 1er octobre 1850                         | 1852                       | Pierre Édouard Renard                               |                                | |
| 8 mai 1852                               | 1854                       | Pierre-Nicolas Perrier-Jouët                        |                                | Directeur de la maison de champagne Perrier-Jouët Nommé par décret |
| 15 novembre 1854                         | 1870                       | Charles Perrier                                     |                                | Directeur de la maison de champagne Perrier-Jouët Nommé par décret impérial |
| 1871                                     | 1879                       | Eugène Blandin                                      |                                | candidat lors des élections législative de 1876 |
| 1879                                     | 1889                       | Charles Gérard                                      |                                | |
| 1889                                     | 1912                       | Édouard Fleuricourt                                 |                                | Avocat |
| 1912                                     | 1918                       | Maurice Pol Roger                                   |                                | |
| 1918                                     | 1919                       | Eugène Jacquet                                      |                                | |
| 1919                                     | 1925                       | Jean Chandon Moët                                   |                                | |
| 1925                                     | 1929                       | Maurice Levy                                        |                                | |
| 1929                                     | 1930                       | Jean Chandon Moët                                   |                                | |
| 1930                                     | 1935                       | Paul Depuiset                                       |                                | |
| 1935                                     | 1944                       | Louis Budin                                         |                                | Directeur de la maison de champagne Perrier-Jouët |
| 1944                                     | mai 1945                   | Jean Machet                                         |                                | Médecin Désigné maire par le Comité de Libération. |
| 1945                                     | 1948                       | Alcide Benoît,                                      | PCF                            | Ajusteur à la SNCF Conseiller général d’Épernay-1 (1945 → 1949) Député de la Marne (1945 → 1946) Conseiller de la République (1946 → 1948) |
| 1948                                     | 1970                       | Roger Menu,                                         | MRP                            | Moniteur d'apprentissage Conseiller de la République (1946 → 1948) Sénateur de la Marne (1948 → 1970) Conseiller général d'Épernay-1 (1949 → 1967) Vice-président du conseil général de la Marne Président du district urbain d’Épernay (1966 → 1970) Mort en fonction                                       |
| octobre 1970                             | mars 1977                  | Bernard Stasi,                                      | UDF-CDS                        | Administrateur civil Député de la Marne (4e circ.) (1968 → 1973 puis 1978 → 1986) Ministre des Départements et Territoires d’Outre-Mer (1973 → 1974) |
| mars 1977                                | mars 1983                  | Jacques Perrein,                                    | PCF                            | Instituteur, militant syndical Conseiller général d’Épernay-2 (1979 → 1985) Président du district urbain d’Épernay |
| mars 1983                                | mai 2000                   | Bernard Stasi,                                      | UDF                            | Administrateur civil Député de la Marne (4e circ. puis 6e circ.) (1968 → 1973 puis 1978 → 1993) Président du conseil régional de Champagne-Ardenne (1981 → 1988) Député européen (1994 → 1998) Médiateur de la République (1998 → 2004) Démissionnaire                                                       |
| mai 2000                                 | 2023                       | Franck Leroy                                        | UDF puis UDI puis HOR puis DVD | Avocat, directeur du cabinet de François Baroin, maire de Troyes Président de la CA Épernay, Coteaux et Plaine de Champagne (2017 → ) Conseiller régional du Grand Est (2016 → ) Président du Conseil régional du Grand Est (2023 → ) Démisssionnaire après son élection comme président du conseil régional |
| janvier 2023,                            | En cours (au 24 juin 2024) | Christine Mazy                                      | DVD                            | Cheffe d'une entreprise de conseil viticole Vice-présidente de la CA Épernay, Coteaux et Plaine de Champagne (2020 → ) |